# Városháza és Roland-oszlop (Bréma)
A brémai Városháza és a Roland-oszlop a Hanza fejlődését reprezentálja, melynek a város 1358-tól volt tagja. A Városháza a 15. század elején, gótikus stílusban épült és a 17. század elején az ún. Weser-reneszánsz stílusában renoválták. A Vásártéren (Marktplatz) álló Roland-oszlopot 1404-ben a Hanza szabadságát őrző szimbólumként emelték. Az UNESCO 2004 júliusában vette fel a két műemléket a világörökség listájára.

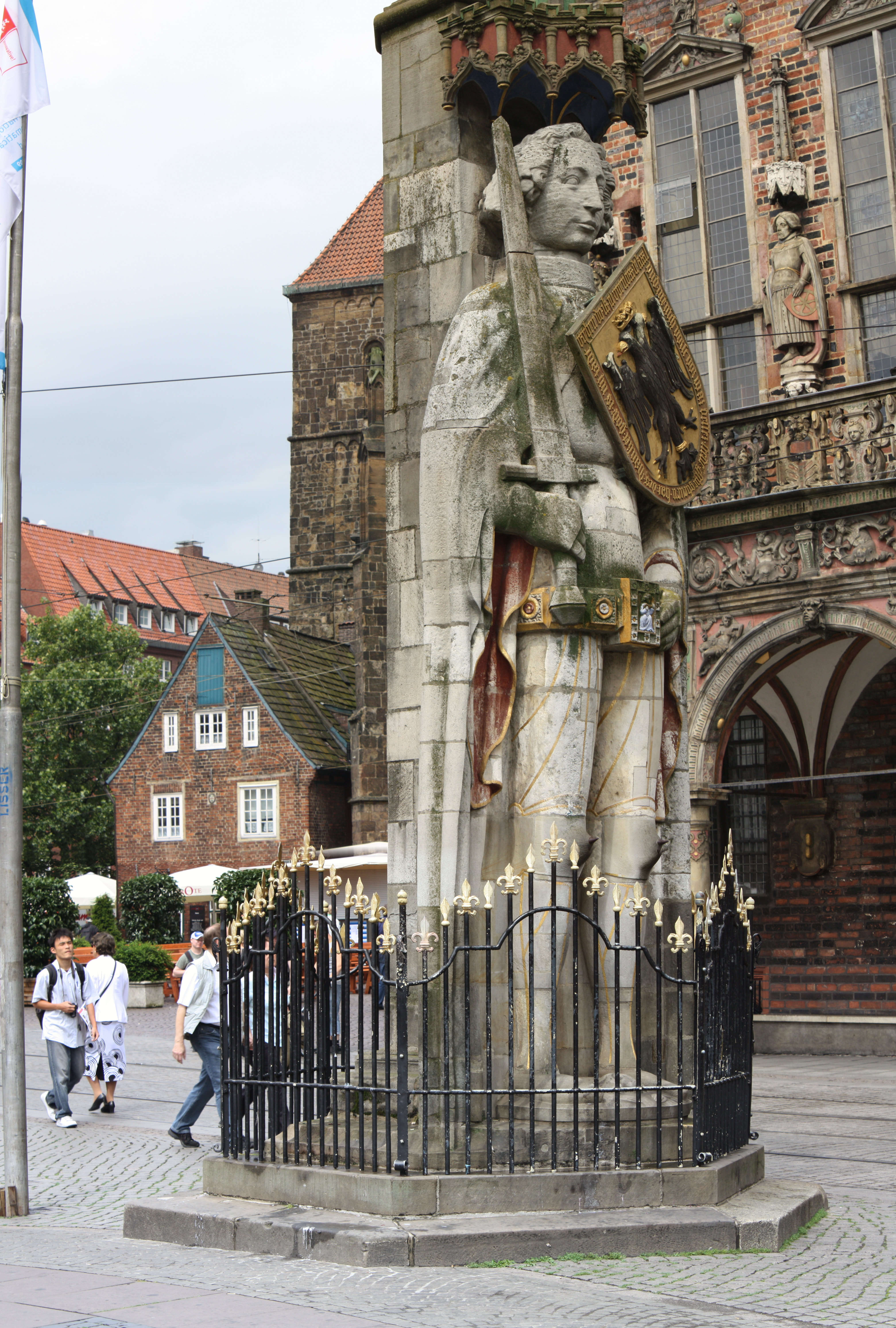
A Roland-oszlop

A Városháza és a Roland-oszlop egyedülálló tanúi az európai polgárság autonómiájának és vásárjogának a Német-római Birodalomban. A Régi Városháza építészeti szimbolikáját tekintve jó példáját nyújtja a szabadság eszméjének. Jelképeit a polgári önrendelkezés és a jogi és gazdasági kérdéseket önállóan való kormányzás gondolatával hozzák összefüggésbe jelképeit. 1405-1408 között emelték, 200 esztendővel később új homlokzatot kapott, mely építészeti kivitelezésében és szépművészeti programjában a német reneszánsz egyik leghatásosabb példája. Az 5,5 méter magas Roland-oszlop eredetileg 1404-ben készült kőből, Bréma szabad birodalmi városi jogait és privilégiumait kívánva szimbolizálni. A pogányok elleni küzdelmek mártír hőseinek emléket állító szobrok gyakran bukkantak fel a német városokban, községekben. A brémai oszlop Bretagne őrgrófját, Nagy Károly hadvezérét, a Roland-ének hősét örökíti meg. A Roland-oszlop a legrégebben még eredeti helyén álló ilyen jellegű köztéri szobor egész Németországban.